# Chersobius boulengeri
Chersobius boulengeri – gatunek żółwia z rodziny żółwi lądowych i podrzędu żółwi skrytoszyjnych. Endemit Republiki Południowej Afryki. Zagrożony wyginięciem.

## Nazewnictwo
Nazwa gatunkowa boulengeri została nadana na cześć brytyjskiego herpetologa pochodzenia belgijskiego, George’a Alberta Boulengera.

## Opis
Jest to mały żółw o stosunkowo płaskiej, brązowej skorupie (barwa od oliwkowej do czerwonawej lub pomarańczowobrązowej). Chociaż prawie zawsze ma jednolity kolor, tarczki kręgowe jego skorupy czasami mają nieco ciemniejsze krawędzie – szczególnie u młodych osobników. Jego ubarwienie sprawia, że jest szczególnie dobrze zakamuflowany w swoim suchym, skalistym środowisku Karru. Ma pięć pazurów na przednich łapach i cztery na tylnych. Masa jego ciała wynosi zazwyczaj od 100 do 150 gramów. Średnia długość pancerza wynosi 10 cm, dorosłe samice są większe od samców. Dorosłe samce można również odróżnić od samic po nieco dłuższym ogonie i wklęsłym plastronie.

## Występowanie
Gatunek ten jest endemiczny dla regionu Karru w Republice Południowej Afryki.
Gatunek ten prowadzi skryty tryb życia, występuje w zagęszczeniach sukulentów i pustynnych zaroślach środkowego Karru. W swoim naturalnym środowisku zwykle zamieszkuje skaliste urwiska, ukrywając się w szczelinach skalnych (zamiast w roślinności, jak wiele innych gatunków żółwi). Ma bardzo specyficzną dietę (i dlatego bardzo trudno hodować go w niewoli).

## Zagrożenia i ochrona
Żółw ten jest zagrożony głównie przez niszczenie siedlisk i kłusownictwo w celu handlu zwierzętami domowymi. Praktycznie wszelka komercyjna sprzedaż żółwi z rodzaju Chersobius jest całkowicie nielegalna. Gatunek ten nie przeżywa w niewoli, chyba że zapewni się zwierzętom ich naturalne pożywienie, czyli rodzime rośliny z regionu Karru. Ma również bardzo specyficzne wymagania dotyczące temperatury, wilgotności i klimatu.